# Mensaangedreven helikopter

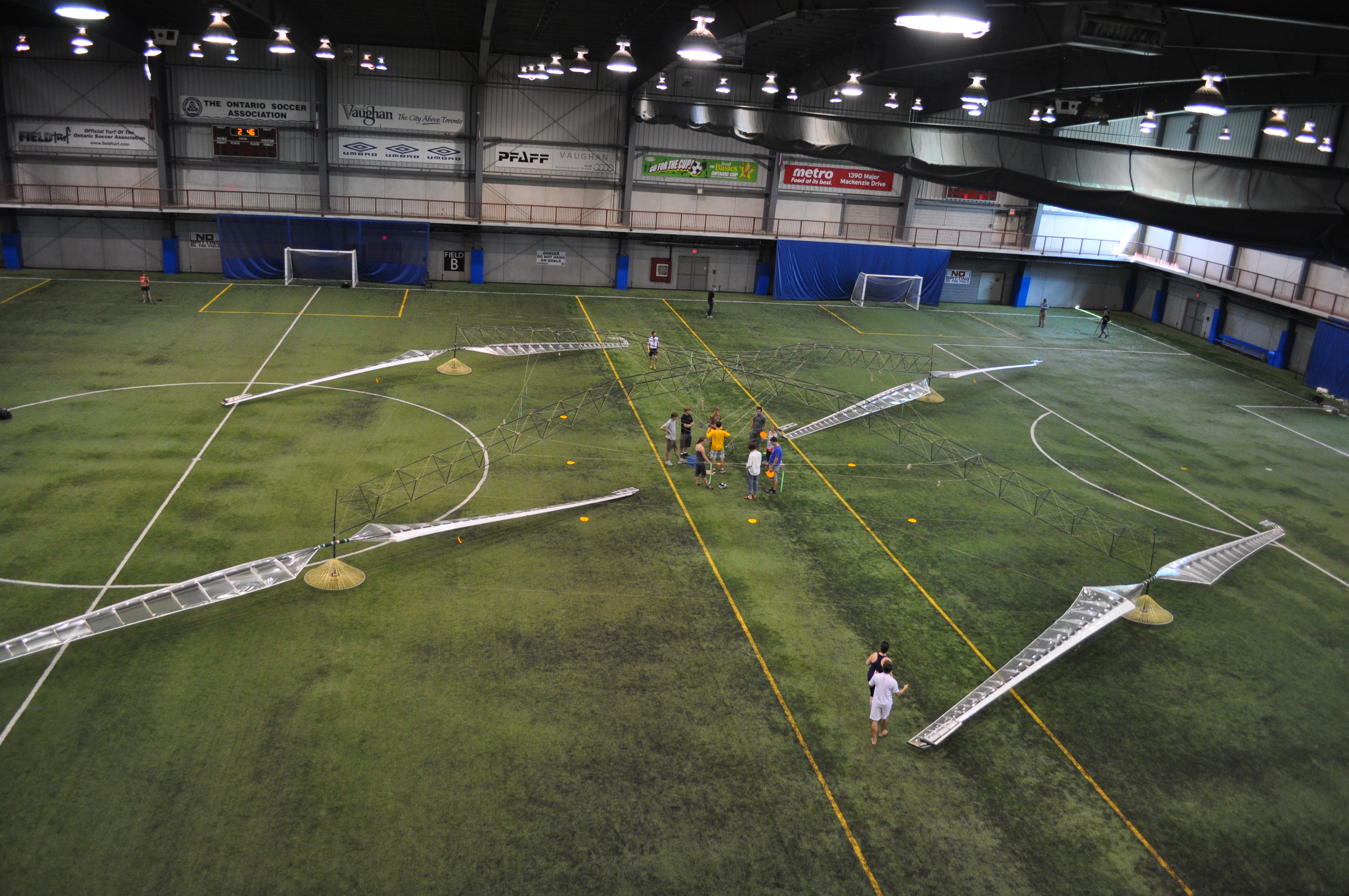
Luchtfoto genomen vlak na de eerste vlucht van de mensaangedreven helikopter

Een mensaangedreven helikopter is een helikopter die enkel wordt aangedreven door menselijke spierkracht. Een hoge vermogen/gewicht-verhouding is noodzakelijk voor alle helikopters. Een licht design dat op een efficiënte manier lift produceert met wieken is dus nodig. Voorlopig bestaan er enkel experimentele prototypes, een efficiënte oplossing voor de mensaangedreven helikopter bestaat nog niet.
De Sikorskyprijs werd tot 2013 niet toegekend; deze prijs werd toegekend aan diegene die er als eerste in slaagde om met een mensaangedreven helikopter een hoogte te bereiken van 3 meter gedurende een vlucht van minstens 60 seconden, terwijl het vliegtuig binnen een vierkant van 10 vierkante meter blijft. In juni 2013 slaagde AeroVelo hierin.
Op 10 december 1989 vloog de California Polytechnic State University Da Vinci III van 7,1 seconden en bereikte een hoogte van 20 cm, terwijl twee personen assisteerden met het evenwicht van de helikopter. Deze assistentie is geoorloofd mits de lift van het vliegtuig er niet door verhoogd wordt.
Het volgende wereldrecord stond op naam van een ontwerp genaamd de Yuri I, gebouwd door een team van de Nihon Aero Group. In 1994 bereikte het een hoogte van 20 cm gedurende 19,46 seconden, en dit zonder hulp voor de stabilisatie. Officieus bereikte het een hoogte van 70 cm gedurende 24 seconden.

## Aandrijving
Er zijn twee mogelijkheden om het vermogen van de pedalen over te brengen naar de wieken. De eerste mogelijkheid maakt gebruik van kettingen en tandwielen zoals bij een fiets. De tweede mogelijkheid gebruikt een elektro-magnetische overbrenging, met een generator aan de pedalen en een elektromotor aan de wieken.